# Piteglio
Piteglio är en ort och frazione i kommunen San Marcello Piteglio i provinsen Pistoia i regionen Toscana i Italien. 
Piteglio upphörde som kommun den 1 januari 2017 och bildade med den tidigare kommunen San Marcello Pistoiese den nya kommunen San Marcello Piteglio. Den tidigare kommunen hade 1 664 invånare (2016).